# Маслаков Володимир Ігорович
Володимир Ігорович Маслаков (рос. Владимир Игоревич Маслаков; нар. 30 квітня 1970, Ленінград, РРФСР, СРСР) — російський актор, поет, співак, музикант та режисер.

## Життєпис
Володимир Маслаков народився 30 квітня 1970 року в Ленінграді. З 1989 по 1993 рік навчався в Ленінградському державному інституті театру, музики і кінематографії. Після закінчення інституту один сезон працював в Театрі юного глядача.
З 1 січня 1994 року працює актором Санкт-Петербурзького молодіжного театру на Фонтанці.

## Фільмографія
| Рік       |    | Українська назва                        | Оригінальна назва                    | Роль                            |
| --------- | -- | --------------------------------------- | ------------------------------------ | ------------------------------- |
| 2019      | с  | Підкидьок                               | Подкидыш                             | комісар                         |
| 2019      | с  | Кохання за контрактом                   | Любовь по контракту                  | Беспалов                        |
| 2018      | с  | Дожити до кохання                       | Дожить до любви                      | Петро, конвоїр                  |
| 2018      | с  | Одне життя на двох                      | Одна жизнь на двоих                  | слідчий Виноградов              |
| 2017      | с  | Невський. Перевірка на міцність         | Невский. Проверка на прочность       | Козлов, кілер                   |
| 2017      | с  | Халупа боржника                         | Лачуга должника                      | Борис Терентьєв                 |
| 2016      | ф  | Молот                                   | Молот                                | вболівальник                    |
| 2016      | мф | Смішарики. Легенда про Золотого Дракона | Смешарики. Легенда о золотом драконе | Заст (озвучення)                |
| 2015      | с  | Ментовські війни-9                      | Ментовские войны-9                   | Олександр Зарубін               |
| 2014      | с  | Ленінград 46                            | Ленинград 46                         | капітан Воробйов                |
| 2013      | с  | Маяковський. Два дні                    | Маяковский. Два дня                  | епізодична роль                 |
| 2011      | мс | Смішарики. Початок                      | Смешарики. Начало                    | Заст (озвучення)                |
| 2011      | с  | Відрив                                  | Отрыв                                | Жора «Червонець»                |
| 2010      | ф  | Підсадний                               | Подсадной                            | Паша, кримінальник              |
| 2009      | с  | Коли розтанув сніг                      | Когда растаял снег                   | Віктор Сорокін, лейтенант       |
| 2009      | с  | Одну тебе кохаю                         | Одну тебя люблю                      | Ілля, сусід Степана             |
| 2008      | с  | Дорожній патруль                        | Дорожный патруль                     | Снєгірьов                       |
| 2008      | с  | Золото Трої                             | Золото Трои                          | Доджсет                         |
| 2008      | с  | Ляльки чаклуна                          | Куклы колдуна                        | Філіппов                        |
| 2007      | с  | Брати                                   | Братья                               | дільничний                      |
| 2007      | с  | Гончі                                   | Гончие                               | Сергій, охоронець               |
| 2007      | с  | Ленінград                               | Ленинград                            | грабіжник'                      |
| 2007      | с  | Ливарний                                | Литейный                             | Тимур «Шумний»'                 |
| 2007      | с  | Мушкетери Катерини                      | Мушкетёры Екатерины                  | Омелян Пугачов                  |
| 2006      | с  | Опери-2. Хроніки вбивчого відділу       | Опера-2. Хроники убойного отдела     | Микита                          |
| 2006      | ф  | Зв'язок                                 | Связь                                | епізодична роль                 |
| 2005      | ф  | Garpastum                               | Garpastum                            | Владислав Ходасевич             |
| 2004      | с  | Опери. Хроніки вбивчого відділу         | Опера. Хроники убойного отдела       | Микита                          |
| 2004      | с  | Конвой PQ-17                            | Конвой PQ-17                         | старпом підводного човна «К-21» |
| 2001—2004 | с  | Чорний ворон                            | Чёрный ворон                         | Ігор, слідчий                   |
| 2002      | ф  | Листи до Ельзи                          | Письма к Эльзе                       | Костя                           |
| 2001      | с  | Вулиці розбитих ліхтарів-3              | Улицы разбитых фонарей-3             | Федір Берсеньєв                 |
| 2001      | с  | На ім'я Барон                           | По имени Барон                       | Сазонов                         |
| 2001      | с  | Агент національної безпеки-3            | Агент национальной безопасности-3    | даішник                         |
| 2000      | ф  | Чотирнадцять кольорів веселки           | Четырнадцать цветов радуги           | студент                         |
| 2000      | с  | Імперія під ударом                      | Империя под ударом                   | Іван Кудрявцев, есер            |
| 1999      | с  | Агент національної безпеки-1            | Агент национальной безопасности-1    | даішник                         |
| 1987      | ф  | Завтра була війна                       | Завтра была война                    | голова райкому комсомолу        |